# District Racing
District Racing – rumuński zespół wyścigowy. W historii startów zespół pojawiał się w stawce Włoskiej Formuły Renault, Francuskiej Formuły Renault, Europejskiego Pucharu Formuły Renault 2.0 oraz Północnoeuropejskiego Pucharu Formuły Renault 2.0. Zespół zakończył działalność w 2007 roku.

## Starty

### Europejski Puchar Formuły Renault 2.0
| Rok  | Bolid          | Kierowcy        | Wyścigi | Wygrane | PP | NO | Pkt | M.K. | M.Z. |
| ---- | -------------- | --------------- | ------- | ------- | -- | -- | --- | ---- | ---- |
| 2007 | Tatuus-Renault | Aleix Alcaraz   | 14      | 0       | 0  | 0  | 7   | 19   | 7    |
| 2007 | Tatuus-Renault | Mihai Marinescu | 14      | 0       | 0  | 0  | 37  | 11   | 7    |